# 伊特扎克
伊特扎克（法語：Itzac）是法国南部-比利牛斯大区塔恩省的一个市镇，属于阿尔比区瓦乌尔县。该市镇2009年时的人口为152人。

## 人口
伊特扎克人口变化图示
| 数据来源：INSEE |